# 中国語入力方法

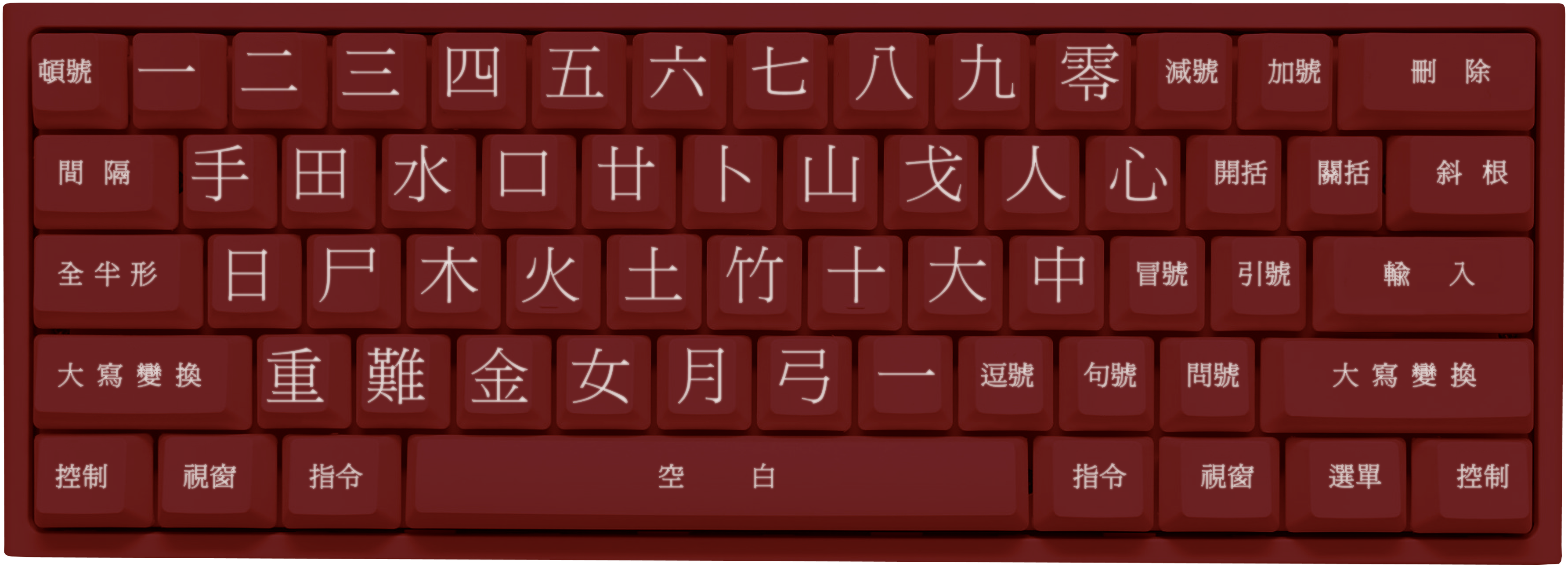
倉頡輸入法用のキーボード配列の例（『007 トゥモロー・ネバー・ダイ』のキーボードの様式の模倣）

注音輸入法用のキーボード配列の例

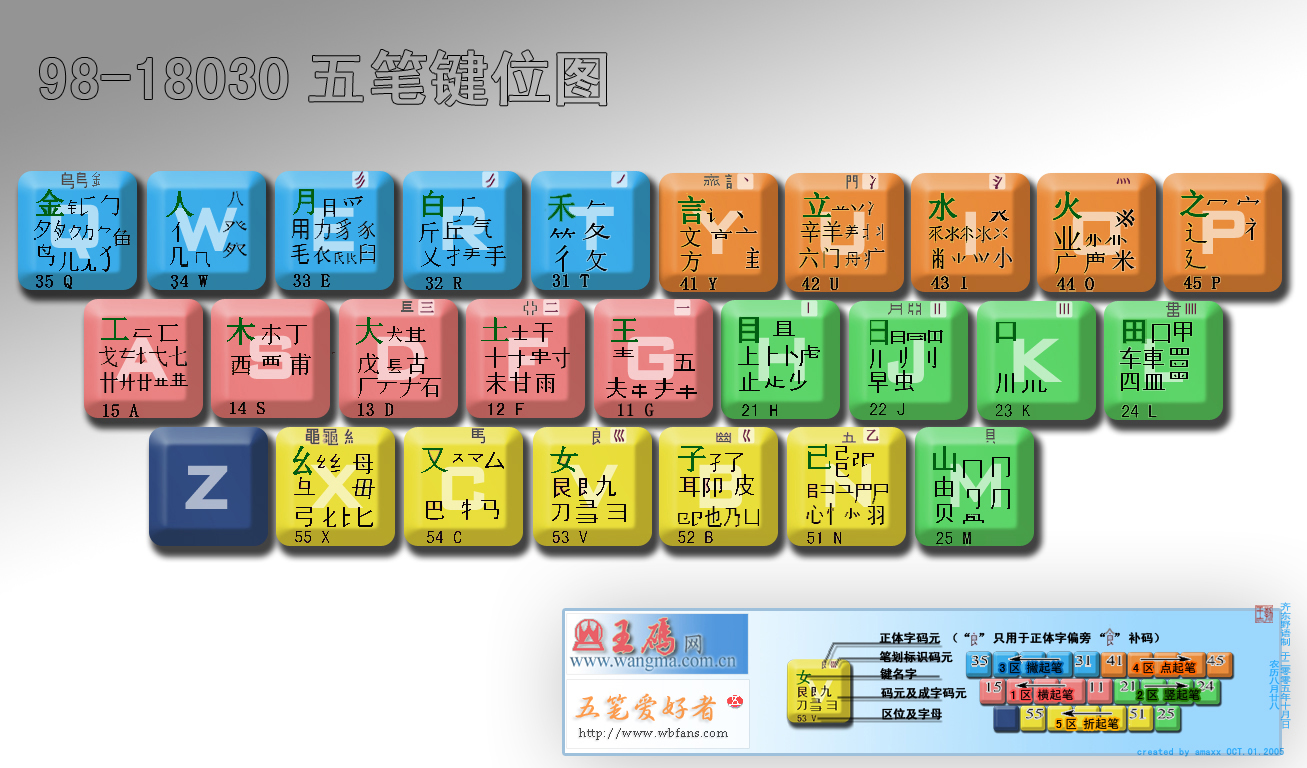
五筆字型輸入法用のキーボード配列の例

中国語入力方法（ちゅうごくごにゅうりょくほうほう）はコンピュータ、携帯電話などへ中国大陸では簡体字、香港・台湾では繁体字の中国語文字入力に使われ、さまざまな方法が開発・使用されてきた。北京語（標準普通話）だけでなく、方言（広東語など）の入力も整いつつある。なお、中国語の「輸入」は日本語の「入力」のことである。
キーボードでは大きく分けて、読み方をローマ字で入力する発音記号入力、部首などの字形から入力する字画入力の2種の方式がとられる。

## 様々な方法

### 手書き認識
- 中国語の手書き認識
- Tomoe

### 音声認識
- 中国語の音声認識

### 発音記号入力
- ピン音入力方法（おもに中国大陸で使われてきたピン音によるもの）
  - Google ピンイン入力
  - 捜狗ピン音輸入法 （en:Sogou Pinyin）　
  - QQピン音輸入法 (zh:QQ拼音输入法)
  - 百度ピン音輸入法 (zh:百度拼音输入法)
  - 台羅ピン音輸入法 (zh:臺羅拼音、ピン音で繁体字を入力)
  - 台湾閩南語推薦用字 (zh:臺灣閩南語推薦用字、閩南語用)
  - 粤拼輸入法 (広東語用)
- 双ピン
- 注音輸入法（おもに台湾で使われてきた注音符号によるもの）

### 字画入力
- 倉頡輸入法
- 速成輸入法
- 五筆字型輸入法
  - 百度五筆輸入法 (:zh:百度五笔输入法)
  - 捜狗五笔輸入法
- 五筆画輸入法（en:Wubihua method）
- 鄭碼輸入法
- 嘸蝦米輸入法
- 大易輸入法
- 行列輸入法（zh:行列輸入法）
- 三角編号法
  - 四角号碼

#### 中国語に限らない漢字の字画入力法
- 葦手入力 （日本語のカタカナに基づく）

### コード番号
- 電碼

## 歴史
コンピューター以前から、中国語タイプライターで打ち込みが研究されていた。初期の物の一つは、1940年代に中国人言語学者である林語堂の発明したタイプライター 明快 である。彼は基本的な30図形か漢字をカテゴライズする新しい仕組みを採用し異なるキーを打つことで入力する方法をとった。しかし、そのタイプライターは商業生産はされず、大きな借金を背負うこととなった。
1980年代以前では、中国の出版社は多くの作業者を雇用し莫大な漢字型から数千のピースを選び出した。また中国語の電文を送る仕組みとして電碼を使用していた。 初期のコンピュータ時代でも現在のように部首や発音から入力していたが、現在ほど容易ではなかった。
1976年に、漢字をその構成要素（字根）に分解して組み合わせる（日＋月＝明となる）倉頡輸入法を台湾の朱邦復が発明した。また中華人民共和国でも同様に五筆字型や鄭碼に代表される字根を使った入力方式が考案された。字形による入力は異なる漢字が同じ入力になる（重碼）率が低く、また方言の違いに依存せず、読みの不明な字も入力できる特徴があるものの、習熟が難しい難点があり、あまり普及しているとは言えない。
中華人民共和国の主流はピン音入力である。2011年に清華大学が発表した『漢字輸入発展報告』によると、字根に分解する入力方法は消滅過程にあり、またピン音入力のうちでは捜狗輸入法が圧倒的に高いシェアを誇っている。スマートフォンの時代でも傾向はあまり変わらず、2018年の調査ではユーザーの7割が捜狗を使用し、訊飛と百度がそれに次ぐ。台湾でも注音輸入法が7割以上を占め、嘸蝦米輸入法と倉頡輸入法が各1割程度という統計が2011年に出されている。
ただし北京語の普及程度の低い香港では倉頡輸入法やそれを簡略化した速成輸入法などが使われる。香港版Windowsのデフォルトの入力方式は速成輸入法である。